# Branchiosauridae
Die Branchiosauridae sind eine ausgestorbene Gruppe amphibienartiger Landwirbeltiere (Tetrapoda) aus der Gruppe der Temnospondyli. Sie gelten als Schwestergruppe der Micromelerpetonidae.
Es waren kleine, fünf bis zehn Zentimeter lang werdende Tiere, deren Fossilien meist in Mitteleuropa gefunden wurden. Sie hatten einen Flossensaum auf der Ober- und Unterseite des Schwanzes, die Gelenke von Vorder- und Hinterfuß waren nicht verknöchert. Längere Zeit war die Branchiosauridae durch hunderte Funde ausschließlich junger Exemplare mit äußeren Kiemen bekannt, daher wurde obligate Neotenie angenommen. Funde anscheinend adulter Exemplare von Apateon mit vollständig verknöchertem Schädel lassen jedoch vermuten, dass zumindest einige Exemplare eine Metamorphose durchgingen, und eine teils landbewohnende Lebensweise hatten. Der Bau der Gliedmaßen der adulten Exemplare lässt vermuten, dass sie sich nicht lange an Land fortbewegen konnten. Der Bau des Schädels ermöglicht bei diesen Exemplaren die Annahme, dass auch größere Beute gefressen wurde. Jungtiere konnten wahrscheinlich nur durch schnelles Öffnen des Mauls einen Unterdruck erzeugen und so kleinere Beute einsaugen. Branchiosauriden bewohnten mehrheitlich tiefe Seen in großer Höhe, aufgrund der hohen Lage waren die Temperaturen niedriger als sonst. Möglicherweise gab es auch stärkere jahreszeitliche Schwankungen. Die nicht obligate Möglichkeit der Metamorphose ermöglichte den Branchiosauriden, bei ungünstigen Bedingungen die Metamorphose hinauszuzögern.
Aufgrund des ungewöhnlichen, blattartigen („leaf shape“) Baus ihrer Wirbel wurden sie anfänglich als basale, gesonderte Gruppe der Tetrapoda eingeordnet und als „Phyllospondyli“ den Temnospondyli und Lepospondyli gegenübergestellt. 1939 interpretierte Alfred Romer die Fossilien von Branchiosauriden als Larven größerer Landwirbeltiere. Heute gelten sie allgemein als Temnospondylen innerhalb der Dissorophoidea. Ihre nächsten Verwandten waren neben der Micromelerpetonidae wahrscheinlich kleine, basale Amphibamiden.
Von Branchiosauriden wurden zahlreiche, gut erhaltene Skelette verschiedener Entwicklungsstadien gefunden, daher konnte von etlichen Gattungen eine ontogenetische Reihenfolge von Schlüpflingen bis zu adulten Exemplaren rekonstruiert werden.

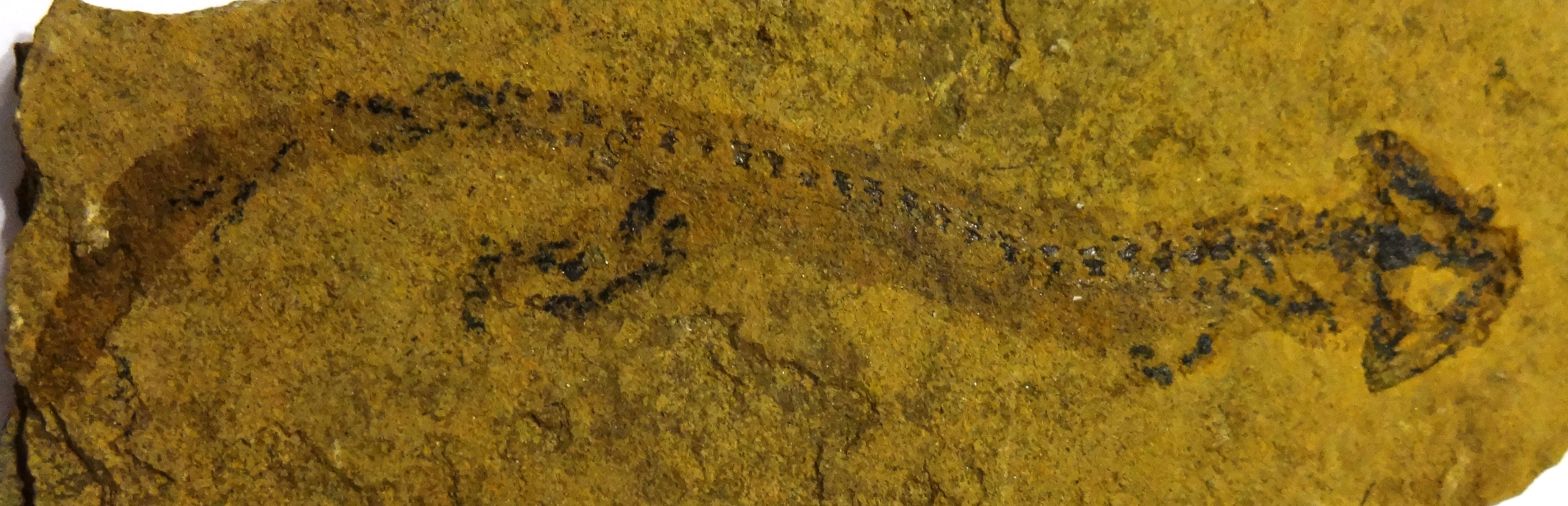
Branchiosaurier, Perm, ca. 295 Mio. Jahre, Pfalz (Deutschland), ca. 5,4 cm lang

Früher wurde ein Ursprung der Schwanzlurche innerhalb der Branchiosauridae diskutiert. Heute scheint es nach dem Fund von Gerobatrachus, der dem gemeinsamen Vorfahren der Salientia und Caudata nahesteht, wahrscheinlicher, dass sich diese beiden „modernen“ Amphibiengruppen innerhalb der Amphibamidae entwickelten.

## Gattungen
- Apateon
- Branchiosaurus
- Melanerpeton
- Schoenfelderpeton